# Mujeres en lucha
Mujeres en lucha, cuyo título original en sueco es Kvinnor I Kamp, es un documental dirigido por Margareta Hjelm y producido por la televisión pública sueca (SVT) en 1976 en el que ocho mujeres antifranquistas relatan sus experiencias en la lucha contra la dictadura, la lucha en Asturias, la resistencia contra los nazis, la lucha comunista, feminista, sindical y vecinal. El documental se proyectó por primera vez en España en 2018, en la fiesta del Partido Comunista de España, después de que Daniel Lobato Bellido, hijo de Dulcinea Bellido, lo encontrara entre los objetos personales de su madre.

## Elenco
- Carmen Marrón Llaneza.[2]
- Anita Sirgo Suárez
- Esperanza Rodríguez Lara.[3]
- Dulcinea Bellido Carvajal
- Eloísa Rubio García-Rama
- Isabel López
- Montserrat Avilés i Vila
- Maruja Ruiz Martos

## Legado
El documental Por mí y por todas mis compañeras, dirigido por Carmen Barrios Corredera, se inspiró en Mujeres en lucha, entre otras fuentes. El trabajo fue Premio en la II Residencia Artística de la UNED de Investigación y Educación 2019. En él aparecen algunas mujeres entrevistadas por la SVT en 1976, como Eloísa Rubio García-Rama, Carmen Guijarro, Isabel López y Anita Sirgo Suárez. También los hijos de Dulcinea Bellido, Daniel y Violeta Lobato Bellido; la productora de Mujeres en lucha, activista feminista y realizadora audiovisual de la Tv sueca, militante de la Alianza de Izquierdas de Mujeres Suecas (SKV), Margareta Hjelm y la diputada de Unidas Podemos y sindicalista de Comisiones Obreras (CCOO), Mercedes Pérez Merino.